# Phyllachora plantaginis
Phyllachora plantaginis är en svampart som beskrevs av Ellis & Everh. 1895. Phyllachora plantaginis ingår i släktet Phyllachora och familjen Phyllachoraceae.   Inga underarter finns listade i Catalogue of Life.